# Medveďov
Medveďov este o comună slovacă, aflată în districtul Dunajská Streda din regiunea Trnava. Localitatea se află la altitudinea de 114 m deasupra n.m., se întinde pe o suprafață de 10,39 km2 și în 2017 număra 531 de locuitori. Se învecinează cu Baloň, Čiližská Radvaň, Kľúčovec și Nagybajcs.

## Istoric
Localitatea Medveďov este atestată documentar din 1252.

## Demografie
| An:                | 1994 | 2004   | 2014   | 2024   |
| ------------------ | ---- | ------ | ------ | ------ |
| Număr de persoane: | 564  | 573    | 546    | 522    |
| Diferență:         |      | +1,59% | −4,71% | −4,39% |

| An:                | 2023 | 2024   |
| ------------------ | ---- | ------ |
| Număr de persoane: | 528  | 522    |
| Diferență:         |      | −1,13% |